# Szczytna
Szczytna is een stad in het Poolse woiwodschap Neder-Silezië, gelegen in de powiat Kłodzki. De oppervlakte bedraagt 80,65 km², het inwonertal 5286 (2005). In het Duits heette de stad Rückers.